# Людвіг фон Бреннер
Лю́двіг фон Бре́ннер (нім. Ludwig von Brenner; 19 вересня 1833, Лейпциг — 9 лютого 1902, Берлін) — німецький диригент і композитор.

## Біографія
Людвіг фон Бреннер навчався в консерваторії свого рідного міста Лейпцига. Потім він переїхав до Росії, де деякий час працював у Санкт-Петербурзі в придворному оркестрі.
У 1872 році він повернувся до Німеччини, де диригував Берлінським симфонічним оркестром. У 1876 році фон Бреннер організував свій власний оркестр «Нова Берлінська симфонічна капела».
У 1882 році за вибором оркестрантів він став першим головним диригентом Берлінського філармонічного оркестру. Перший концерт нового оркестру під керуванням Бреннера відбувся 17 жовтня цього року. Він залишався на чолі цього оркестру до 1887 року, а потім працював в Бреслау.
Як композитор Людвіг фон Бреннер найбільш відомий як автор духовної музики. Його композиторська спадщина включає 4 великих меси, 2 гімну Te Deum, симфонічні поеми, увертюри та інші твори для симфонічного оркестру.